# جيانا تيرزي
يانا تيرتسي (باليونانية: Γιάννα Τερζή)‏ (يونانية: جيانا تيرزي، من مواليد 1 ديسمبر 1980) مغنية وكاتبة أغاني يونانية. مثلت اليونان في مسابقة الأغنية الأوروبية لعام 2018 مع أغنية "Oneiro mou" ، حلت في مرتبية بين 14 من 19 في الدور نصف النهائي.

## نشأتها
ولد تيرتسي في 1 ديسمبر عام 1980 في ثيسالونيكي. هي ابنة المغني اليوناني باشاليس تيرزيس.

## روابط خارجية
- جيانا تيرزي على موقع ميوزك برينز (الإنجليزية)
- جيانا تيرزي على موقع ميوزك برينز (الإنجليزية)
- جيانا تيرزي على موقع أول ميوزيك (الإنجليزية)
- جيانا تيرزي على موقع أول ميوزيك (الإنجليزية)
- جيانا تيرزي على موقع ديسكوغز (الإنجليزية)